# Gôtovany
Gôtovany (Hongaars: Guotfalu) is een Slowaakse gemeente in de regio Žilina, en maakt deel uit van het district Liptovský Mikuláš.
Gôtovany telt 431 inwoners.